# Najadaceae
Famille
Classification APG II (2003)
Classification APG III (2009)
La famille des Najadacées est constituée de plantes monocotylédones. En classification classique (1981) elle comprend 50 espèces appartenant au genre Najas.
Ce sont des plantes herbacées aquatiques, submergées, des régions froides à tropicales.

## Étymologie
Le nom vient du genre Najas, dérivé du grec Ναϊασ / Naïas ou Naïade (du grec νάειν / náein couler, s'écouler, ruisseler) qui, dans la mythologie grecque, est la nymphe des fontaines et des rivières.

## Classification
En classification phylogénétique APG II (2003) et en classification phylogénétique APG III (2009) cette famille n'existe pas : les plantes de cette famille sont incorporées aux Hydrocharitacées.